# Frontière entre le Kosovo et la Macédoine du Nord
La frontière entre le Kosovo et la Macédoine du Nord est longue de 159 km et sépare le sud-est de Kosovo du nord-ouest de Macédoine du Nord.
Du tripoint Kosovo-Serbie-Macédoine du Nord (à côté de Presevo, en Serbie), il suit une ligne sinueuse d'environ 20 % de son extension en direction du sud-ouest vers la rivière Lepenac. Par conséquent[Quoi ?], l'itinéraire représente 10 % de l'extension totale en direction du nord-ouest, aux environs de Strpce. La section suivante, 30 % de la longueur totale, est dans la direction sud-ouest, puis 35 % dans la direction sud, jusqu'à l'extrémité sud du Kosovo, sur la rivière Radika. Cette frontière est achevée dans un court tronçon sinueux (5 %) vers l'ouest jusqu'au tripoint Kosovo-Macédoine du Nord-Albanie
La Macédoine du Nord reconnaît l'indépendance du Kosovo et cette frontière. La Serbie, pour sa part, ne reconnaît pas l'indépendance du Kosovo et donc considère cette séparation comme une partie de la frontière entre la Macédoine du Nord et la Serbie.